# Brody Hutzler
Ian Brody Hutzler es un actor y cantante estadounidense, más conocido por haber interpretado a Zachary Smith en la serie The Guiding Light, a Cody Dixon en la serie The Young and the Restless y  a Patrick Lockhart en la serie Days of Our Lives.

## Biografía
Estudió en la Universidad Estatal de Míchigan.

## Carrera
Brody apareció para un comercial de la televisión de "McDonalds".
En junio de 1996, se unió a la serie Guiding Light, donde interpretó a Zachary Smith hasta el 27 de enero de 1997. En 1999 se unió al elenco de la serie The Young and the Restless, donde interpretó a Cody Dixon hasta 2004.
En 2000 apareció como invitado en la popular serie Charmed, donde interpretó a Max. En 2001 apareció como invitado en varios episodios de la serie Angel, donde interpretó al demonio Landokmar "Landok" del clan Deathwok hasta 2002. El 17 de febrero de 2004, se unió al elenco principal de la exitosa serie Days of Our Lives, donde interpretó a Patrick Lockhart hasta el 3 de enero de 2007.
En 2010 apareció como invitado en la popular serie NCIS, donde interpretó al oficial naval Michael Jensen durante el episodio "Jurisdiction". En 2011 se unió al elenco invitado de la serie The Bay, donde interpretó al secretaria de prensa Kenneth Allen. En 2012 apareció como invitado en la serie Ringer, donde interpretó a Jeff Sheridan. En 2014 obtuvo un pequeño papel en la película para la televisión Petals on the Wind, donde interpretó a uno de los invitados a una fiesta.

## Filmografía

### Series de televisión
| Año         | Título                           | Personaje        | Notas                             |
| ----------- | -------------------------------- | ---------------- | --------------------------------- |
| 2013        | Hot in Cleveland                 | Andy             | 2 episodios                       |
| 2013        | Baby Daddy                       | Johnathan        | episodio "New Bonnie vs. Old Ben" |
| 2011 - 2012 | The Bay                          | Kenneth Allen    | 4 episodios                       |
| 2012        | I Hate My Teenage Daughter       | Paul             | episodio "Teenage Date Night"     |
| 2012        | Ringer                           | Jeff Sheridan    | episodio "It Just Got Normal"     |
| 2010        | NCIS                             | Michael Jensen   | episodio "Jurisdiction"           |
| 2009        | Family Guy                       | Amigo de Shovin  | episodio "Peter's Progress"       |
| 2004 - 2007 | Days of Our Lives                | Patrick Lockhart | 852 episodios                     |
| 2006        | Las Vegas                        | Travis           | episodio "Lyle & Substance"       |
| 1999 - 2004 | The Young and the Restless       | Cody Dixon       | 83 episodios                      |
| 2003        | 7th Heaven                       | Paul             | episodio "Charity Begins at Home" |
| 2003        | I'm with Her                     | Actor            | episodio "Pilot"                  |
| 2003        | She Spies                        | Brad Cummings    | episodio "Betrayal"               |
| 2001 - 2002 | Angel                            | Landok           | 5 episodios                       |
| 2002        | Birds of Prey                    | Asesino          | episodio "Three Birds and a Baby" |
| 2000        | Ally McBeal                      | Chris Melnick    | episodio "Girls' Night Out"       |
| 2000        | Titans                           | Billy Bastion    | episodio "Pilot"                  |
| 2000        | Charmed                          | Max              | episodio "Heartbreak City"        |
| 1999        | Malibu, CA                       | Darren           | episodio "The Game Show"          |
| 1996 - 1997 | The Guiding Light                | Zachary Smith    | -                                 |
| 1995        | Saved by the Bell: The New Class | Craig            | episodio "Boundaries"             |

### Películas
| Año  | Título             | Personaje      | Notas |
| ---- | ------------------ | -------------- | --- |
| 2014 | Petals on the Wind | Invitado       | junto a Heather Graham, Rose McIver, Wyatt Nash, Bailey De Young, Nick Searcy, Dylan Bruce y Will Kemp                            |
| 2009 | Chasing Forever    | Michael Jensen | corto - junto a Stephanie Rae Anderson, Kimberly Jürgen, Michael Naishtut y Maya Stojan                                           |
| 2009 | The Intruders      | Jason          | junto a Steven Bauer, Lisa Wilcox, Meadow Williams, Ruben Rabasa, Alla Korot, Lon Simbeck y Alex Petrovitch                       |
| 2007 | Be My Baby         | Jason          | junto a Julia Duffy, René Ashton, Casey Strand, Tara Mercurio y Cris Judd                                                         |
| 2001 | Totally Blonde     | Brad Wilson    | junto a Krista Allen, Maeve Quinlan, Michael Bublé, Mindy Sterling, Colin Mochrie y Charlene Tilton                               |
| 2001 | Legally Blonde     | Grant          | junto a Reese Witherspoon, Luke Wilson, Selma Blair, Matthew Davis, Victor Garber, Jennifer Coolidge, Holland Taylor y Ali Larter |

### Productor
| Año  | Título        | Notas |
| ---- | ------------- | ----- |
| 2012 | Devils Inside | -     |

### Apariciones
| Año  | Programa      | Notas |
| ---- | ------------- | ----- |
| 2005 | Miss USA 2005 | juez  |